# Крішкауць
Крішкауць (рум. Crişcăuţi) — село в Молдові в Дондушенському районі. Населення становить бл. 1500 чол. Утворює окрему комуну.
| Молдова | Це незавершена стаття з географії Молдови. Ви можете допомогти проєкту, виправивши або дописавши її. |